# Choi Yu-jin
Choi Yu-jin (* 12. August 1996 in Jeonju, Jeollabuk-do) ist eine südkoreanische Sängerin und Schauspielerin. Sie ist Mitglied der Girlgroups CLC und Kep1er.

## Werdegang
Bevor Choi 2015 mit CLC debütierte, war sie vier Jahre als Trainee bei Cube Entertainment engagiert. 2016 gab sie ihr Debüt als Schauspielerin in der von Naver TV produzierten Webserie Nightmare High.
2019 trat sie in King of Mask Singer als Star Candy auf. 2021 hatte Yujin Kurzauftritte in der für Netflix produzierten Sitcom So Not Worth It.
Von Juni 2021 an nahm sie darüber hinaus an der von MNet gestalteten Survival-Show Girls Planet 999 teil. Im Finale am 22. Oktober 2021 belegte sie den 3. Platz und gehörte damit zum Line Up der neuen Girlgroup Kep1er von WAKEONE Entertainment. Sie debütierte erneut als Leaderin von Kep1er am 3. Januar 2022.